# Automolis haematosphages
Automolis haematosphages är en fjärilsart som beskrevs av Holland 1893. Automolis haematosphages ingår i släktet Automolis och familjen björnspinnare. Inga underarter finns listade i Catalogue of Life.